# Махаевцы
Махаевцы (махаевисты, махаевщина) — течение в русском анархизме в период революции 1905—1907 годов.
Последователи индивидуалистического анархизма, враждебно относившиеся к интеллигенции. Идеологом этого направления был польский революционер Я. В. Махайский (печатался под псевдонимами А. Вольский, Махаев), а наиболее известный его последователь — Е. И. Лозинский (Е. Устинов). Некоторое время последователем Махайского был А. В. Шетлих. Носители махаевских идей считали, что рабочий класс эксплуатируется всем «образованным обществом» и в первую очередь — интеллигенцией.